# اندیس رباعی ۳
رباعی ۳ یک اندیس فلزی است که در حوالی شهر کلاته استان سمنان قرار دارد و مادهٔ معدنی موجود در آن، سرب و روی است.  